# المرجلة (خيران المحرق)

تعديل مصدري - تعديل

المرجلة هي إحدى قرى عزلة بنى حملة بمديرية خيران المحرق التابعة لمحافظة حجة، بلغ تعداد سكانها 190 نسمة حسب تعداد اليمن لعام 2004.